# Vida (escultura)
L'escultura urbana coneguda pel nom Vida, ubicada a la plaça Donants de Sang (barri de Pumarín), a la ciutat d'Oviedo, Principat d'Astúries, Espanya, és una de les més d'un centenar que adornen els carrers de l'esmentada ciutat espanyola.
El paisatge urbà d'aquesta ciutat, es veu adornat per obres escultòriques, generalment monuments commemoratius dedicats a personatges d'especial rellevància en un primer moment, i més purament artístiques des de finals del segle xx.
L'escultura, feta de bronze, és obra de Luis Sanguino, i està datada 1999.
"Vida", inaugurada l'11 de juny de 1999, sent alcalde Gabino de Lorenzo; és una escultura simbòlica, que segueix un estil figuratiu i purista, típic de Luis Sanguino. S'hi pot veure una mare jugant amb la seva filla a llançar a l'aire, les dues nues. A través d'aquesta escultura, la ciutat d'Oviedo homenatja la Germandat de Donants de Sang a la seva aniversario.
La plaça Donants de Sang, situada al barri de Pumarín, va ser urbanitzada per la societat Cinturó Verd, la qual va suprimir el terraplè i la via del tren i va desmuntar el pont de Pumarín, seguint la planificació municipal que pretenia aprofitar l'espai que la Ciutat guanyava en eliminar les vies férrees que impidien el desenvolupament d'Oviedo des de la seva instauració al segle xix.